# Сюзанна Парижская
Сюзанна (фр. Suzanne ) — вероятно, дочь графа Тулузы и Парижа Бего.

## Биография
По мнению историка К. Ф. Вернера, Сюзанна была дочерью графа Парижа Бего. Её матерью не могла быть Альпаиса, незаконная дочь императора Людовика Благочестивого, поскольку внук того, Людовик II Заика, был женат на внучке Сюзанны. Возможно, что она была дочерью Бего от первого брака с женщиной, имя которой не сохранилось. С учетом того, что Бего к моменту женитьбы на Альпаисе в 806 году было больше 40 лет, то этот брак мог быть вторым.
В 825 или 830 году Сюзанна вышла замуж за графа Вульфгарда. Её старший сын Адалард был пфальцграфом (дворцовым графом) короля Карла II Лысого, а также графом Парижа. Его дочь Аделаида в 875 году вышла замуж за правителя Западно-Франкского королевства Людовика II Заику.

## Брак и дети
Муж: с 825/830 года — Вульфгард (Вульфард) I, граф в Аргенгау
- Адалард (ок. 830—10 октября 890), пфальцграф и граф Парижа
- Вульфад (ум. в 876), архиепископ Буржа с 866 года
- Вульгрин I Тайлефер (ум. в 886), граф Ангулема и Перигора с 866 года, основатель рода Тайлеферов
- Гильдуин (ум. в 841), аббат Сен-Дени
- Хильдебурга